# Gustavo Artunduaga Paredes Airport
Gustavo Artunduaga Paredes Airport är en flygplats i Colombia.   Den ligger i departementet Caquetá, i den sydvästra delen av landet, 400 km söder om huvudstaden Bogotá. Gustavo Artunduaga Paredes Airport ligger 247 meter över havet.
Terrängen runt Gustavo Artunduaga Paredes Airport är kuperad åt nordost, men åt sydväst är den platt. Runt Gustavo Artunduaga Paredes Airport är det ganska glesbefolkat, med 48 invånare per kvadratkilometer. Närmaste större samhälle är Florencia, 5,4 km nordväst om Gustavo Artunduaga Paredes Airport. Omgivningarna runt Gustavo Artunduaga Paredes Airport är en mosaik av jordbruksmark och naturlig växtlighet.